# Тюрьма Аннамит
Тюрьма Аннамит (фр. Bagne des Annamites), или Лагерь Крик-Ангиль (фр. Camp Crique Anguille) — пенитенциарное учреждение, концентрационный лагерь для осуждённых на каторгу жителей Французского Индокитая во Французской Гвиане, заморском департаменте Франции, основанный в 1930 году и закрытый в 1945 году.

## История
Тюрьма была основана 6 июня 1930 года для осуждённых на каторжные работы коренных жителей Французского Индокитая. В апреле 1931 года более 100 политических заключенных и более 400 осужденных преступников были депортированы во Французскую Гвиану. 19 сентября 1931 года чуть больше 100 каторжан были отправлены в лес, на место будущего лагеря. Вскоре к ним присоединились остальные.
Лагерь находился в непосредственном подчинении у губернатора колонии. Изначально тюрьма состояла из семи деревянных бараков, карцера и столовой. Все здания были построены руками самих осужденных.
Труд каторжан использовался в освоении автономной территории Инини, в то время полностью покрытой тропическими лесами. С 1939 года заключённых стали постепенно освобождать. С началом войны в 1940 году сенегальских стрелков, которые охраняли тюрьму, заменили военными из Французской Гвианы.
Лагерь был окончательно закрыт в 1945 году. Некоторые из числа бывших каторжан, не пожелавших возвращаться на родину, осели в Кайенне, где основал район, который сегодня называется «Чайнатаун».
Ныне руины лагеря доступны для посещения. Тюрьма находится в лесу при въезде в Монсинери-Тоннегранд. Тропа в джунглях в некоторых местах завалена деревьями.